# Marburger Kreisbahn
| |                               |                                    |                                    |
| Kursbuchstrecke: | 193t (1934) 193c (1944, 1946) |                                    |                                    |
| Spurweite: | 1435 mm (Normalspur)          |                                    |                                    |
| |                               |                                    |                                    |
| \| \| 0,0 \| Marburg Süd Krbf \| Marburg Süd Krbf \| \| \| 0,4 \| Heizöllager (bis 1998) \| Heizöllager (bis 1998) \| \| \| 0,5 \| Übergabe zur Main-Weser-Bahn \| Übergabe zur Main-Weser-Bahn \| \| \| 1,2 \| B 255/L 3125 \| B 255/L 3125 \| \| \| 1,3 \| Industrieanschlüsse (bis 1998) \| Industrieanschlüsse (bis 1998) \| \| \| 1,9 \| Cappel \| Cappel \| \| \| 2,6 \| Steinmühle (nicht ständig bedient) \| Steinmühle (nicht ständig bedient) \| \| \| 2,7 \| Anschluss Steinmühle \| Anschluss Steinmühle \| \| \| 4,2 \| Anschluss Raiffeisen \| Anschluss Raiffeisen \| \| \| 4,3 \| Ronhausen \| Ronhausen \| \| \| 4,8 \| Hilgerbach \| Hilgerbach \| \| \| 6,2 \| Bortshausen \| Bortshausen \| \| \| 6,3 \| Hilgerbach \| Hilgerbach \| \| \| 8,3 \| Feldweg \| Feldweg \| \| \| 9,2 \| L 3089 \| L 3089 \| \| \| 9,6 \| Ebsdorf \| Ebsdorf \| \| \| 11,2 \| Heskem \| Heskem \| \| \| 11,4 \| L 3125 \| L 3125 \| \| \| 13,3 \| Wittelsberg \| Wittelsberg \| \| \| 16,3 \| Anschluss Nickel 2 \| Anschluss Nickel 2 \| \| \| 16,5 \| Dreihausen \| Dreihausen \| \| \| 16,6 \| Anschluss Nickel 3 \| Anschluss Nickel 3 \| \| \| 16,7 \| Anschluss Neeb \| Anschluss Neeb \| |                               |                                    |                                    |
| Kopfbahnhof Streckenanfang (Strecke außer Betrieb) | 0,0                           | Marburg Süd Krbf                   | Marburg Süd Krbf                   |
| Blockstelle (Strecke außer Betrieb) | 0,4                           | Heizöllager (bis 1998)             | Heizöllager (bis 1998)             |
| Abzweig geradeaus und von rechts (Strecke außer Betrieb) | 0,5                           | Übergabe zur Main-Weser-Bahn       | Übergabe zur Main-Weser-Bahn       |
| Strecke mit Straßenbrücke (Strecke außer Betrieb) | 1,2                           | B 255/L 3125                       | B 255/L 3125                       |
| Abzweig geradeaus und nach links (Strecke außer Betrieb) | 1,3                           | Industrieanschlüsse (bis 1998)     | Industrieanschlüsse (bis 1998)     |
| Haltepunkt / Haltestelle (Strecke außer Betrieb) | 1,9                           | Cappel                             | Cappel                             |
| Haltepunkt / Haltestelle (Strecke außer Betrieb) | 2,6                           | Steinmühle (nicht ständig bedient) | Steinmühle (nicht ständig bedient) |
| Abzweig geradeaus und nach rechts (Strecke außer Betrieb) | 2,7                           | Anschluss Steinmühle               | Anschluss Steinmühle               |
| Abzweig geradeaus und nach links (Strecke außer Betrieb) | 4,2                           | Anschluss Raiffeisen               | Anschluss Raiffeisen               |
| Bahnhof (Strecke außer Betrieb) | 4,3                           | Ronhausen                          | Ronhausen                          |
| Brücke über Wasserlauf (Strecke außer Betrieb) | 4,8                           | Hilgerbach                         | Hilgerbach                         |
| Haltepunkt / Haltestelle (Strecke außer Betrieb) | 6,2                           | Bortshausen                        | Bortshausen                        |
| Brücke über Wasserlauf (Strecke außer Betrieb) | 6,3                           | Hilgerbach                         | Hilgerbach                         |
| Strecke mit Straßenbrücke (Strecke außer Betrieb) | 8,3                           | Feldweg                            | Feldweg                            |
| Bahnübergang (Strecke außer Betrieb) | 9,2                           | L 3089                             | L 3089                             |
| Bahnhof (Strecke außer Betrieb) | 9,6                           | Ebsdorf                            | Ebsdorf                            |
| Bahnhof (Strecke außer Betrieb) | 11,2                          | Heskem                             | Heskem                             |
| Bahnübergang (Strecke außer Betrieb) | 11,4                          | L 3125                             | L 3125                             |
| Bahnhof (Strecke außer Betrieb) | 13,3                          | Wittelsberg                        | Wittelsberg                        |
| Abzweig geradeaus und nach links (Strecke außer Betrieb) | 16,3                          | Anschluss Nickel 2                 | Anschluss Nickel 2                 |
| Bahnhof (Strecke außer Betrieb) | 16,5                          | Dreihausen                         | Dreihausen                         |
| Abzweig geradeaus und nach links (Strecke außer Betrieb) | 16,6                          | Anschluss Nickel 3                 | Anschluss Nickel 3                 |
| Strecke (außer Betrieb) | 16,7                          | Anschluss Neeb                     | Anschluss Neeb                     |

Die Marburger Kreisbahn war ein Eigenbetrieb des Landkreises Marburg an der Lahn. Sie war als normalspurige Kleinbahn nach preußischem Recht konzessioniert worden. Die 16,6 Kilometer lange Strecke führte vom Bahnhof Marburg Süd in südöstlicher Richtung in den Ebsdorfergrund bis nach Dreihausen.

## Geschichte
Der erste Abschnitt bis Ebsdorf wurde am 5. April 1905 eröffnet, der zweite Teil bis zur Endstation folgte am 19. September 1905. Der Hauptgrund für den Bau der Bahn war der Güterverkehr.

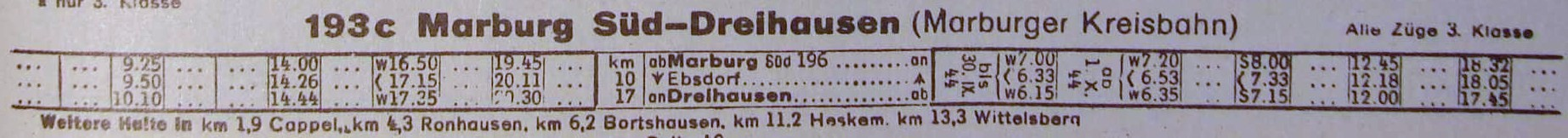
Fahrplan 1944

Der Personenverkehr bot drei bis fünf Zugpaare am Tag. Der Kreis richtete in dieser Gegend ab 1. August 1950 zusätzlich eigene Omnibuslinien ein. Das führte neben anderen Gründen am 30. November 1956 zur Einstellung des Personenverkehrs auf der Schiene. Der Busbetrieb der Marburger Kreisbahn ging am 1. Januar 1982 auf die Stadtwerke Marburg über.
Im Güterverkehr war zeitweise ein erhebliches Frachtaufkommen durch Baustoff- und Steintransporte zu bewältigen. In Dreihausen arbeiteten seinerzeit fünf Basaltwerke mit Gleisanschlüssen. Ab dem 1. Januar 1968 führte die Deutsche Eisenbahn-Gesellschaft den Betrieb.
Der Güterverkehr wurde am 31. Dezember 1972 zwischen Kilometer 1,4 und Dreihausen eingestellt, nachdem niemand für eine Erneuerung des Oberbaus hatte aufkommen wollen. Zwischen km 0,4 und km 1,4 fuhren noch bis 1998 Güterzüge. Dann wurde auch das letzte Stück der Marburger Kreisbahn stillgelegt.
Der Personenverkehr endete am 30. November 1956
Der Abbau erfolgte von Kilometer 1,4 bis Kilometer 16,7 sowie im Kreisbahnhof Marburg Süd im Jahre 1973, von Kilometer 0,4 bis Kilometer 1,4 im Jahre 2005.

### Ehemalige Planungen
Es gab Pläne, mit einer neuen Strecke von Wittelsberg nach Schweinsberg die Marburger Kreisbahn mit der Ohmtalbahn zu verbinden. Diese sollte südlich des Bahnhofes Wittelsberg abzweigen und über Rauischholzhausen, Roßdorf und Mardorf bis nach Schweinsberg führen. Schließlich wurden die Planungen aber wieder verworfen. Eine vorgesehene Verlängerung zur Lumdatalbahn von Lollar nach Grünberg kam ebenfalls nicht zustande, wie auch die bereits 1905 diskutierte Planung der Verlängerung nach Mücke an der Vogelsbergbahn. Zu der letztgenannten Planung gab es bereits seitens des Landes Hessen eine Zusage, das Bahngelände bereitzustellen und 1/3 der Baukosten zu übernehmen. Im Staatsarchiv Marburg ist ein Gleisplan des Bahnhofs Mücke aus dem Jahr 1906 erhalten, der die geplanten Erweiterungen für diesen Fall zeigt.

## Strecke

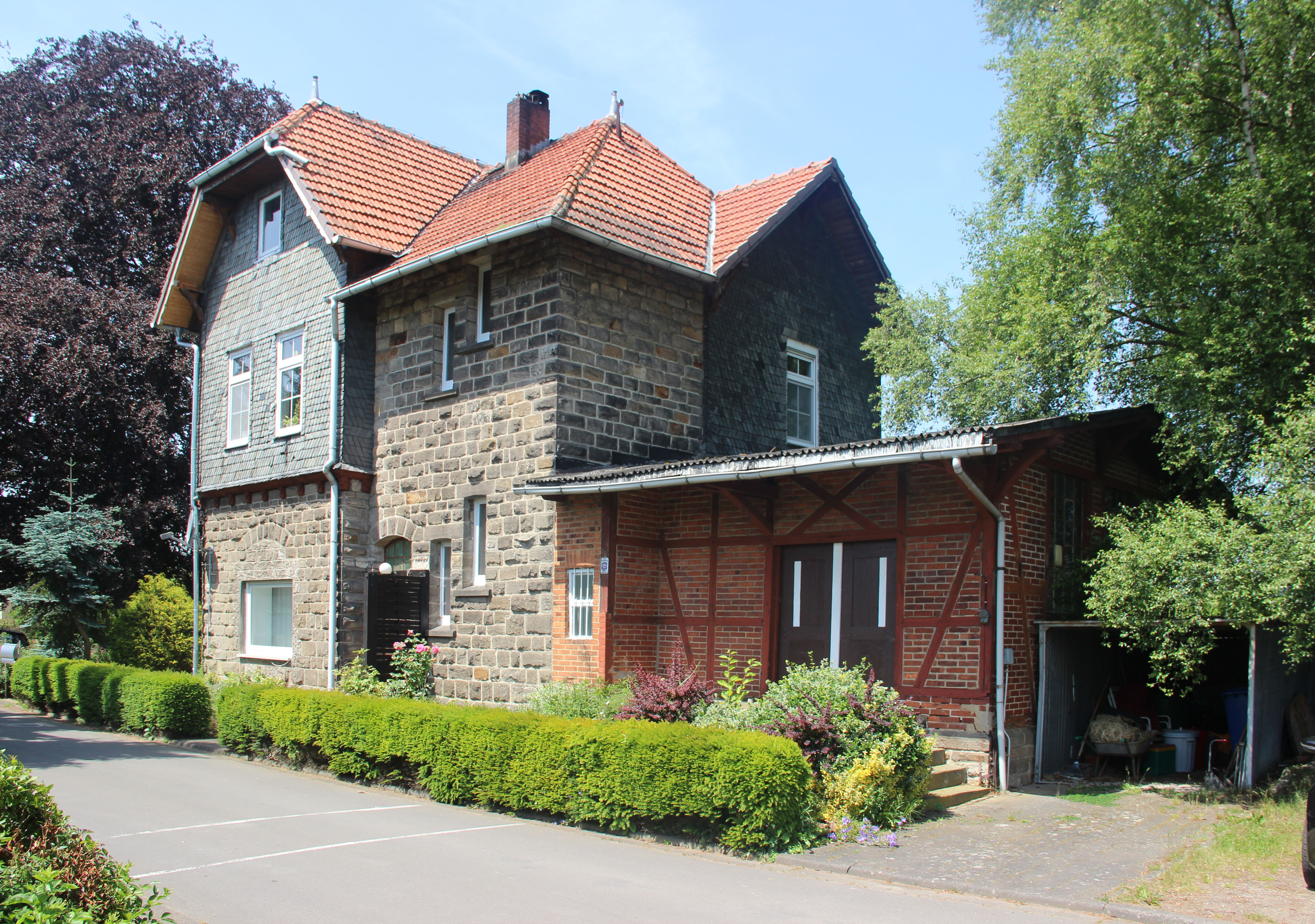
Ehemaliger Bahnhof Ebsdorf

Die Strecke der Marburger Kreisbahn begann am Staatsbahnhof Marburg Süd, zu dem eine Gleisverbindung bestand. Hier befanden sich auch die Verwaltung und die Werkstätte der Bahn. Die Gleise verliefen zunächst in südlicher Richtung parallel zu den Staatsbahngleisen und schwenkten dann nach Südosten zum heutigen Marburger Stadtteil Cappel, wo sich ein Haltepunkt befand. Ab hier verlief die Strecke zwischen der Lahn und dem Fuß der Lahnberge entlang nach Ronhausen (Bahnhof). Anschließend begann in östlicher Richtung die Steigung zur Überquerung der Lahnberge, in deren Verlauf sich der Haltepunkt Bortshausen befand. Jenseits des Scheitelpunktes wurde der Bahnhof Ebsdorf erreicht. Die Strecke verlief, nun wieder ansteigend in nordöstlicher Richtung bis nach Wittelsberg (Bahnhof), wo sie sich nach Südosten wandte und schließlich den Endbahnhof Dreihausen mit seinen Basaltsteinbrüchen erreichte.

## Heutige Situation

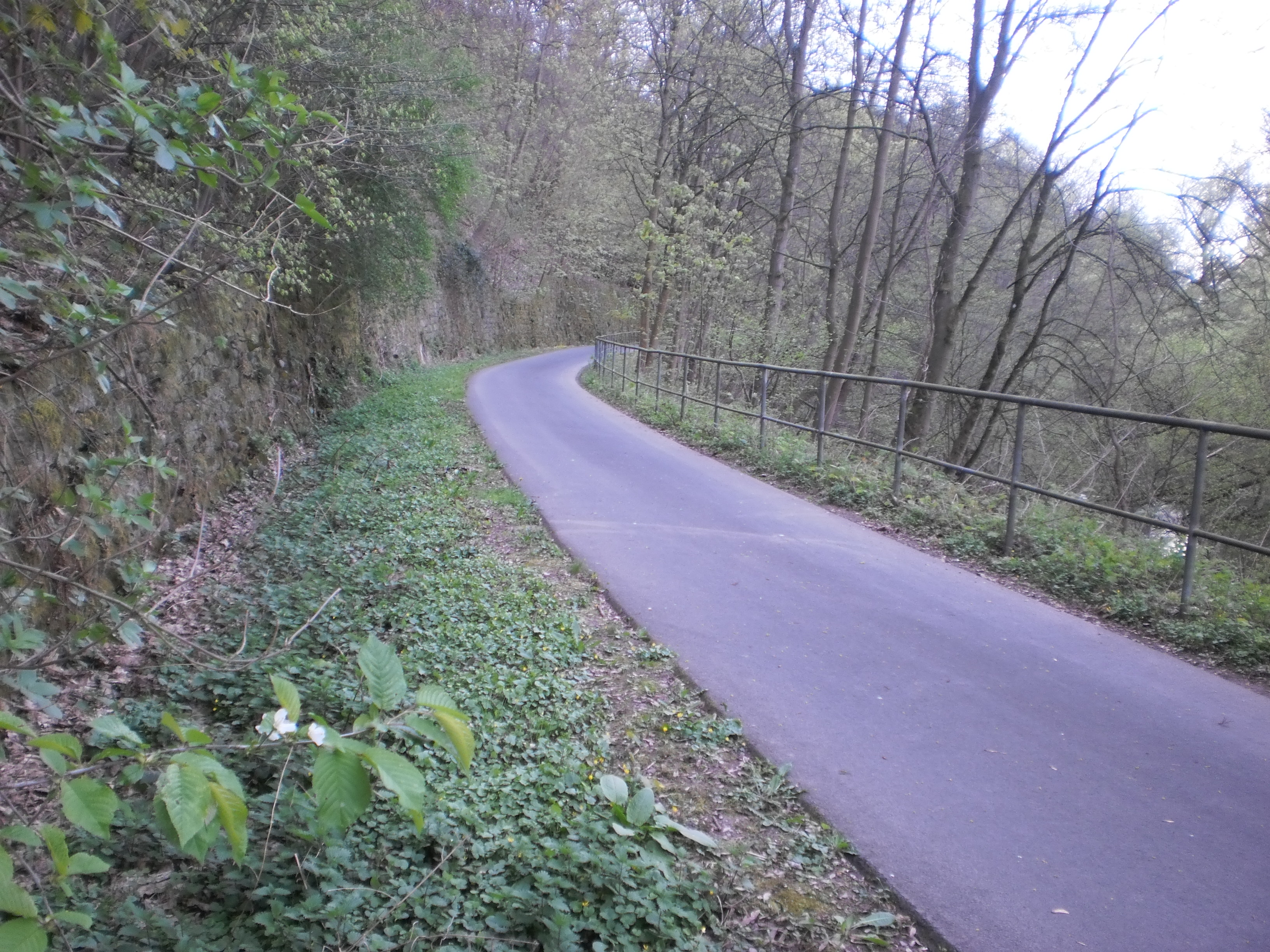
Die kurvenreiche Bahntrasse neben einem Altarm der Lahn

Die Gleise der Marburger Kreisbahn sind heute vollständig abgebaut. In Ebsdorf, Wittelsberg und Dreihausen erinnern die ehemaligen Bahnhofsgebäude und in Marburg Süd das einstige Verwaltungsgebäude an die Kreisbahn. Die letzte erhaltene Dampflok, die nach der Einstellung zunächst als Denkmal in Dreihausen stand, befindet sich heute bei den Eisenbahnfreunden Wetterau in Bad Nauheim.
Von Cappel bis Ebsdorf wurde ein Radweg auf der Trasse errichtet. Im Bereich der Bahnhöfe Marburg Süd, Ebsdorf und Wittelsberg ist die Trasse anderweitig überbaut.